# Jérôme Perreau héros des barricades
Jérôme Perreau héros des barricades è un film del 1935 scritto e diretto da Abel Gance.

## Distribuzione
Distribuito dalla Héraut Film, uscì nelle sale cinematografiche francesi il 22 novembre 1935. Negli Stati Uniti, il film fu presentato a New York il 31 maggio 1944 con il titolo The Queen and the Cardinal.